# Saló de Maig
Der Saló de Maig (katalanisch für Mai-Salon; spanisch auch Salón de Mayo) war eine von der Vereinigung zeitgenössischer Künstler 1956 gegründete und von 1957 bis 1970 jährlich, insgesamt 12-mal durchgeführte Kunstausstellung in Barcelona.
Der Saló de Maig verfolgte das Ziel, der Marginalisierung der postimpressionistischen und der Gegenwartskunst in Barcelona und Katalonien in dem Jahrzehnt zwischen 1950 und 1960 entgegenzuwirken. Man suchte private Sponsoren für Kunstaktivitäten, da es staatlicherseits de facto keinerlei Förderung zeitgenössischer Kunst gab. Vorbild für diese Veranstaltung waren ähnliche Aktionen der Société des Artistes Indépendants (Vereinigung unabhängiger Künstler) in Paris.
Die Veranstaltung bot herausragende Gelegenheiten zum Zusammenkommen von Künstlern, Kunstkritikern und dem interessierten Kunstpublikum. Sie wird heute als Vorgängerinstitution des Museums für zeitgenössische Kunst in Barcelona gewertet. In den ersten Jahren fand sie in der alten Kapelle des Hospital de la Santa Creu statt, dem Gebäude, in dem heute die katalanische Nationalbibliothek untergebracht ist. Später verlegte man sie in den Park der Zitadelle von Barcelona. In der Anfangsphase der Ausstellungen verlieh man noch Preise; diese Praxis gab man bei den mittleren und späten Ausstellungen auf.
Folgende Personen leiteten den Saló de Maig: Emili Bosch i Roger (1957), Ramon Rogent i Perés (1958), Antoni Cumella (1959) und Santiago Surós Forn (1960–1970). Insgesamt haben an diesen Kunstveranstaltungen etwa 900 Künstler teilgenommen. Neben katalanischen und spanischen nahmen auch zahlreich ausländische Künstler wie beispielsweise die Deutschen Will Faber, Erwin Bechtold, Frank el Punto (bürgerlicher Name: Frank L. Schaefer) und Wolf Vostell oder der Schwede Owe Pellsjö an den Ausstellungen teil. Neben den Saló de Maig organisierte man in einigen Jahren zusätzlich noch zwei kleinere Kunstausstellungen in Barcelona: den Saló de Novembre und den Saló de la Mercè.